# Kasteel van Esclimont

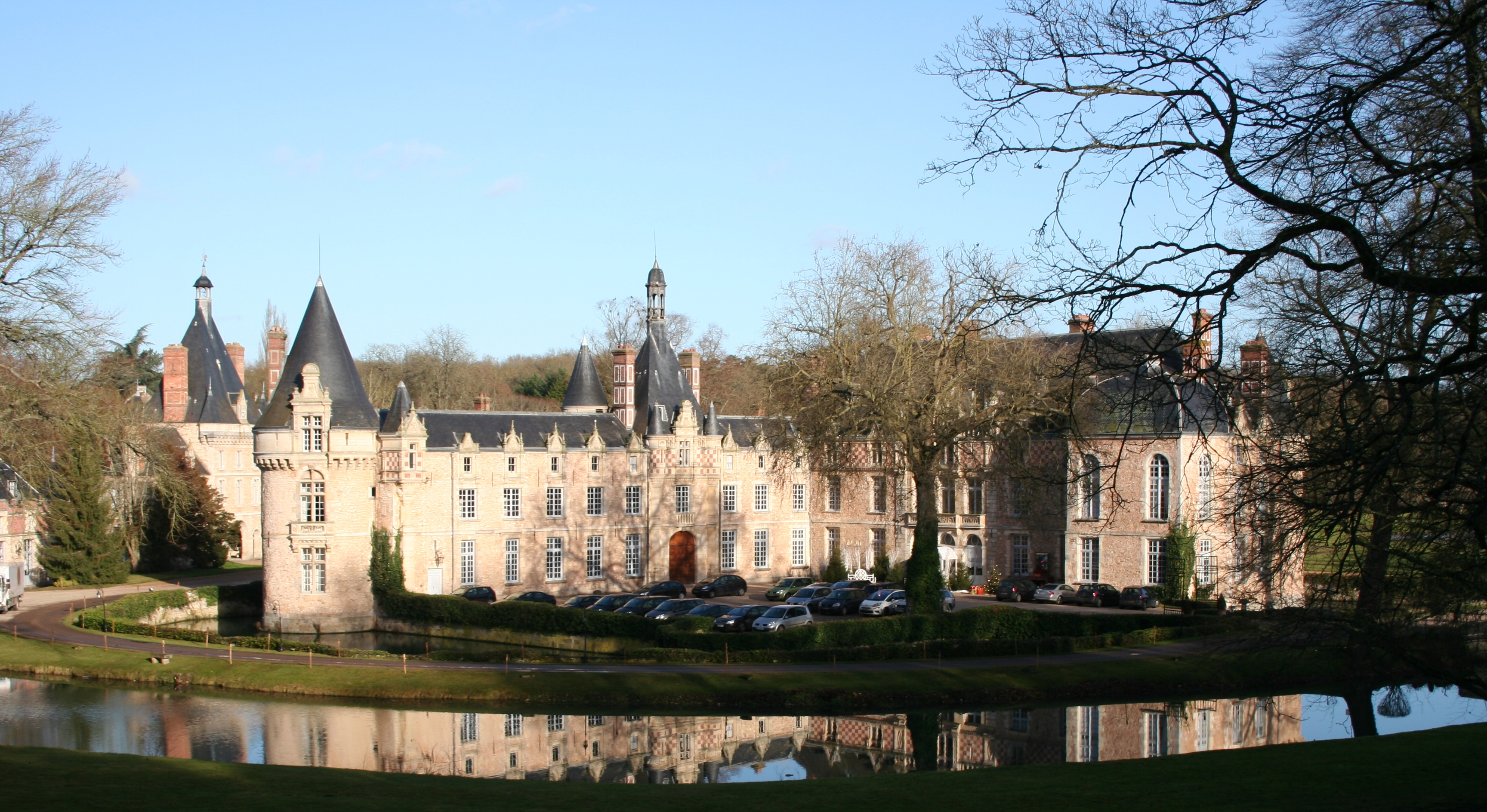
Kasteel van Esclimont

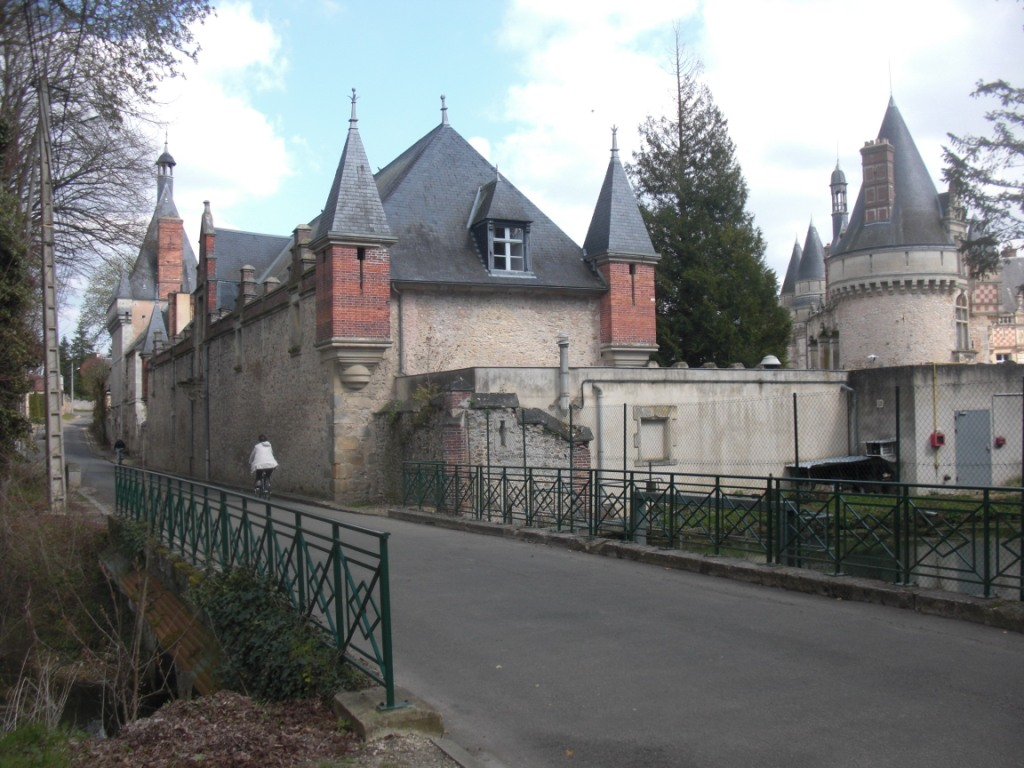

Het Kasteel van Esclimont (Frans: Château d'Esclimont) is een renaissancekasteel in Saint-Symphorien-le-Château (gemeente Auneau-Bleury-Saint-Symphorien) in het departement Eure-et-Loir

## Geschiedenis
Het kasteel gaat terug op een houten burcht uit de 7e of 8e eeuw. In 1097 vormde Jean Germont, heer van Esclimont, het om tot een stenen burcht met een rechthoekige donjon. 
Het middeleeuwse kasteel werd in 1543 omgevormd tot een renaissancekasteel door Etienne II van Poncher, aartsbisschop van Tours. In 1580 werd Philippe Hurault, Graaf van Cheverny, de nieuwe eigenaar. Na zijn overlijden in 1599 erfde zijn oudste zoon Henri Hurault, gouverneur van Chartres, het kasteel. In 1639 stond hij het gebied af aan Claude II van Bullion. Als in 1746 Joséphine Hortense Hurault in het huwelijk treedt met Guy-André van Montmorency, Hertog van Laval, gaat het kasteel over in het bezit van de familie Montmorency-Laval. In 1807 werd het kasteel verkocht aan Louis François Sosthène van Rochefoucauld - Doudeauville, die het geheel liet herinrichten en verbouwen tot een neorenaissancekasteel. 
Door zijn gunstige ligging even ten zuiden van Parijs en vlak bij het machtscentrum in Versailles is het kasteel in de 17e en 18e eeuw een aantrekkelijk bezit geweest voor Franse edellieden.
Laure de Mailly de Nesle d’Orange (de markiezen de Nesle zijn door Lodewijk XIV erkend als "Prinsen van Oranje" en voeren deze titel nog steeds) was de laatste bewoner en verkocht het slot in 1981 aan  "Les Grandes Etapes Françaises", een hotelketen die het kasteel van Esclimont als hotel (met vier sterren) in gebruik heeft genomen. In 2015 werd het kasteel verkocht aan de Chinese hotelgroep Chongquing Tianci Hot-Spring Group.

## Park
Oorspronkelijk werd het kasteel omgeven door een park van 150 hectare, waarvan momenteel nog 60 hectare over is.